# Гейден Вайлд
Гейден Вайлд (англ. Hayden Wilde, нар. 1 вересня 1997) — новозеландський тріатлоніст, бронзовий призер Олімпійських ігор 2020 року.

## Виступи на Олімпіадах
| Олімпіада  | Дисципліна                 | Місце |
| ---------- | -------------------------- | ----- |
| Токіо 2020 | тріатлон                   | 3     |
| Токіо 2020 | тріатлон, змішана естафета | 12    |
| Париж 2024 | тріатлон, чоловіки         | 2     |
| Париж 2024 | тріатлон, змішана естафета | 14    |

## Зовнішні посилання
- Гайден Вайлд [Архівовано 28 липня 2021 у Wayback Machine.] на сайті Triathlon.org.